# War Shipping Administration
La War Shipping Administration (WSA) est une agence de guerre du gouvernement américain, créé pendant la Seconde Guerre mondiale pour opérer des navires de la marine marchande dont les États-Unis avait besoin pour l'effort de guerre. 

## Historique
Elle fut créée le 7 février 1942 par l'Executive Order No. 9054. February 7, 1942 signé par le président des États-Unis Franklin Delano Roosevelt peu après l'entrée en guerre des États-Unis. Administrativement, elle était issue d'une scission de l'United States Maritime Commission, créée en 1936, mais à un niveau pratique, les deux agences gouvernementales travaillèrent de manière très proches et partageaient beaucoup de personnel et de ressources. Elles ont le même administrateur,  Emory S. Land (en).
La WSA supervisa la production par le complexe militaro-industriel des États-Unis des Liberty ships et des Victory ships parmi d'autres types de navires. la flotte américaine atteint 3 500 navires de transport et plus de 900 pétroliers rapides.
Après la guerre, les navires marchands furent utilisés pour rapatrier les nombreux militaires américains qui se trouvaient outre-mer, partie de l'opération Magic Carpet. Plus de 3 500 000 hommes furent ramenés d'outre-mer avant le 1er décembre 1945.
Le 1er septembre 1946, les fonctions de WSA retournèrent au sein de la Maritime Commission.

## Source
- (en) Cet article est partiellement ou en totalité issu de l’article de Wikipédia en anglais intitulé « War Shipping Administration » (voir la liste des auteurs).